# Montréal Manic
Il Montréal Manic fu un club calcistico canadese con sede a Montréal, attivo dal 1981 al 1983 nella NASL. La franchigia aveva assunto tale nome a seguito di un trasferimento da Filadelfia, dove aveva disputato i campionati NASL dal 1978 al 1980 con il nome di Philadelphia Fury.

## Storia
La franchigia nacque nel 1978 a Filadelfia con il nome di Philadelphia Fury. Al termine della stagione 1980 la franchigia ormai in crisi fu acquistata per due milioni di dollari dalla Birreria Molson, già proprietaria della squadra di hockey su ghiaccio dei Montréal Canadiens, che la trasferì a Montréal, dove prese il nome di Montréal Manic. L'obiettivo dei proprietari era di avere un veicolo promozionale anche nei mesi estivi, quando la stagione dell'hockey è ferma. Il nome Manic (in inglese pazzo, folle) deriva in realtà da una diga fra il lago e il fiume Manicouagan, in Québec. Come impianto casalingo venne scelto lo Stadio Olimpico di Montréal.
Il primo allenatore dei Manic fu Eddie Firmani, già vincitore due volte del titolo NASL. Firmani confermò dodici giocatori dei Fury, completando la rosa con cinque giovani canadesi e alcuni calciatori liberati da altri team falliti. L'esordio avvenne il 18 aprile 1981, con un incontro casalingo contro il Toronto Blizzard, vinto 2-1 davanti a ben 27.060 spettatori. Il successo di pubblico si confermò durante tutto il corso della stagione, con una media di 23.704 spettatori a partita, la terza della lega dietro soltanto a quelle dei Vancouver Whitecaps e dei New York Cosmos. La prima stagione si concluse con un buon secondo posto nella Eastern Division, alle spalle dei Cosmos; ai play-off i canadesi sconfissero i Los Angeles Aztecs agli ottavi, per essere poi eliminati ai quarti dai futuri campioni dei Chicago Sting. Durante la partita di andata contro Chicago si registrò il record di affluenza nella storia dei Manic: 58.542 spettatori.
L'anno seguente i Manic replicarono i buoni risultati sia in campo, con una nuova eliminazione ai quarti di finale dei play-off, stavolta per mano dei Fort Lauderdale Strikers, sia al botteghino con 21.348 spettatori di media. Nonostante il successo di pubblico la squadra si trovava però in condizioni finanziarie pessime, con perdite per circa 7 milioni di dollari. L'intera NASL infatti manifestava chiari segnali di insostenibilità finanziaria.
Il 7 febbraio 1983 il vice presidente Jacques Burelle annunciò di essere intenzionato a seguire l'esempio del Team America, trasformando nel 1984 i Manic in Team Canada, ovvero una squadra composta dai migliori giocatori canadesi. La proposta non ebbe il successo sperato, e anzi fece crollare l'affluenza allo stadio dei tifosi che non gradirono l'annunciata trasformazione. Nonostante l'ultimo posto nella divisione i Manic riuscirono comunque a qualificarsi ai playoff, dove eliminarono i Cosmos prima di venire sconfitti dai Tulsa Roughnecks. I pessimi risultati del Team America convinsero la dirigenza a non tentare l'esperimento del Team Canada la stagione seguente, e la franchigia si sciolse definitivamente nel novembre 1983, con una perdita di circa 10 milioni di dollari. La stessa NASL sarebbe sopravvissuta solo una stagione in più.

### Indoor
I Manic parteciparono anche a due campionati di indoor soccer organizzati dalla NASL: nel 1981-1982 vinsero la propria division per poi però essere eliminati al primo turno dei play-off, mentre nella stagione successiva si qualificarono primi al termine della stagione regolare di un torneo ridotto, perdendo la finale in casa contro i Tampa Bay Rowdies, davanti a quasi 10.000 spettatori.
I Manic disputarono i propri incontri casalinghi indoor al Forum de Montréal, allora principale palazzo del ghiaccio cittadino.

## Allenatori
- 1981-1982  Eddie Firmani
- 1983  Andy Lynch

## Media spettatori
Nella seguente tabella la media degli spettatori presenti allo stadio per le partite di stagione regolare.
| Stagione | Partite disputate | Totale spettatori | Media spettatori |
| -------- | ----------------- | ----------------- | ---------------- |
| 1981     | 16                | 379.263           | 23.704           |
| 1982     | 16                | 341.573           | 21.348           |
| 1983     | 15                | 118.650           | 7.910            |